# Arachanes
Los arachanes o arechanes fueron un pueblo indígena de existencia controvertida cuya única mención histórica proviene de la obra Historia Argentina del descubrimiento, población y conquista de las provincias del Río de la Plata (La Argentina manuscrita) terminada en 1612 por el paraguayo Ruy Díaz de Guzmán.

## Controversia entre los investigadores
La Argentina manuscrita de Ruy Díaz de Guzmán es la única fuente histórica conocida que menciona a los arachanes:

... El primero es junto a los Castillos, el segundo en el río Grande que dista 60 leguas del Río de la Plata, este tiene dificultad en la entrada, por la gran corriente con que sale al mar frontero de una isla pequeña, que le encubre la boca, y entrando dentro, es seguro, y anchuroso, y se extiende como lago, a cuyas riberas de una y otra parte están poblados más de 20 mil indios guaranís, que los de aquella tierra llaman Arechanes, no porque en las costumbres y lenguaje se diferencien de los demás de esta nación, sino porque traen el cabello revuelto y encrespado para arriba, es gente muy dispuesta y corpulenta y, tiene guerra ordinaria con los indios Charrúas del Río de la Plata y, con otros de tierra adentro que llaman Guirás, aunque este nombre dan a todos los que no son Guaranís, puesto que tengan otros propios.

Díaz de Guzmán ubicó a los arechanes en las costas actualmente del Sur de Brasil en torno a la laguna de los Patos en Río Grande del Sur. Afirmó también que eran guaraníes y que estaban en guerra con sus vecinos charrúas y los no identificados guirás.
Pedro de Angelis en su Colección de Obras y Documentos relativos a la Historia Antigua y Moderna de las Provincias del Río de la Plata publicada en 1836, reiteró los datos suministrados por Díaz de Guzmán y agregó su opinión sobre la etimología del nombre arachán. Identificó además a los guirás de Díaz de Guzmán con los guayanás de origen kaingang:

Nombre de los guaranís en el Río Grande; gente dispuesta y corpulenta; con el cabello revuelto y encrespado por arriba; están en continua guerra con los Charrúas y los Guayanás. [Esta nación ya no existe. Su nombre expresa el lugar que ocupaban con respecto a los demás guaranís. Ara es día, y chane, el que ve. Así, pues, Arachanes, es un pueblo que ve asomar el día, es decir un pueblo oriental.]

El hallazgo de cerritos de indios o montículos con vestigios arqueológicos en el sur de Brasil y en el este de Uruguay, principalmente en los departamentos de Treinta y Tres y Rocha, pero también en los de Cerro Largo, Tacuarembó y Rivera ha sido relacionado con los arachanes. por autores como Danilo Antón. Otros autores como Ángel Zanón dan como un hecho la extinción de los arachanes en el siglo XVII a causa de los bandeirantes. Sin embargo, Daniel Vidart, en El mundo de los charrúas (1996) expresó:

... los arachanes, que jamás poblaron otro territorio que no fuera el de la imaginación, no son otra cosa que un ectoplasma histórico, o sea un invento, como tantos otros, de Ruy Díaz de Guzmán.

Gustavo Verdesio en La mudable suerte del amerindio en el imaginario uruguayo: su lugar en las narrativas de la nación de los siglos XIX y XX y su relación con los saberes expertos (2005) concuerda con Vidart.
Germán Gil Villaamil en Ensayo para una historia de Cerro Largo hasta 1930 (1982) expresó que:

Las antiguas clasificaciones de los primitivos habitantes del Uruguay incluyen a los arachanes como existentes en esta parte del territorio nacional. Sin embargo, ningún documento conocido los ubica en nuestro país, menos aún en este departamento.